# Tomba de Vix

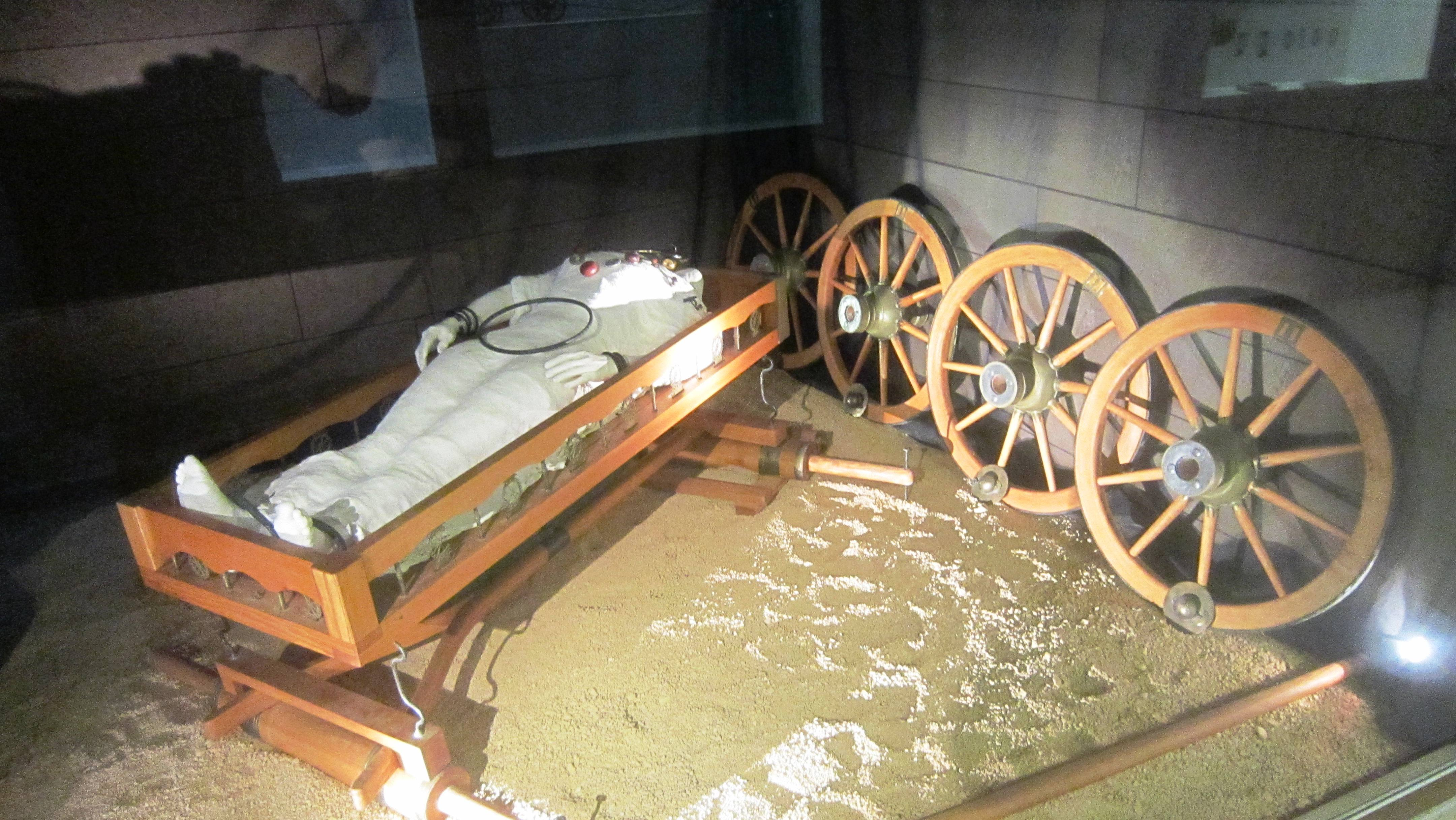
Reconstrucció de la tomba de la Princesa de Vix, Musée du châtillonnais

La Tomba de Vix és una sepultura principesca de les anomenades de carro que va aparèixer en excavar la necròpoli d'un oppidum hallstàttic situat al costat de la ciutat francesa de Vix, al nord de la Borgonya, França. Forma part d'un important complex prehistòric dels períodes cèltics de cultura Hallstatt i La Téne, que comprèn un assentament fortificat important i diversos túmuls funeraris. Ha arribat intacta fins als nostres dies, i entre l'aixovar funerari, destaca una gegantesca cràtera de bronze d'origen grec, la qual cosa confirma l'existència de relacions econòmiques entre el Mediterrani i el centre d'Europa ja al Segle VI aC.

## Història de la troballa
El gener de 1953, al promontori del Mont Lassois, prop del poblet de Vix, un equip d'arqueòlegs que havia reprès les excavacions efectuades abans de la II Guerra Mundial per Jean Lagorgette, va descobrir la tomba d'una princesa, una dama d'1,60 d'alçada, morta als 40 anys i que sofria de torticolis i reumatisme. Forma part d'un important complex prehistòric dels períodes cèltics Hallstatt i La Téne, que comprèn un assentament fortificat important i diversos túmuls funeraris.
Aquesta dona va viure fa 25 segles i des de l'alt del pujol -306 metres- controlava les caravanes de comerciants que, procedents del Bàltic o de les illes Britàniques, es dirigien cap al Mediterrani assegurant el comerç d'estany, ambre i vi, del que ella i els seus treien gran profit.
La princesa de Vix va ser enterrada amb el major got de bronze conegut del segle vi aC, un recipient de 208 quilos de pes i 1,64 metres d'alt.
Aquesta troballa va permetre dibuixar els contorns d'una civilització cèltica, una civilització que coexisteix amb la dels grecs i la dels etruscs, que ocupaven un territori que anava llavors des del que avui és Hongria fins a l'Atlàntic, que tenien en comú tradicions funeràries, artístiques i certes característiques idiomàtiques.
Vix se situava no només en un encreuament de dues grans rutes, sinó també en el límit de navegabilitat del Sena. L'estany, procedent del que avui són les illes Britàniques, viatjava cap a Etruria i Grècia perquè els artesans poguessin elaborar el bronze indispensable per a les seves armes i estàtues. O per a gots gegants com el que acompanyava a la princesa en el seu viatge al més enllà, probablement fòs a Sybaris.
L'esquelet va ser trobat entre les restes d'un carruatge del que ara es proposen diverses hipòtesis de reconstrucció. Aquest carro, de rodes de 74,5 centímetres de diàmetre, amb la rodadura recoberta de ferro i la roda a radis, incloïa nombrosos detalls decoratius que havien de confirmar l'estatus del personatge que viatjava en ell.
Si en la costa nord del Mediterrani predominen les formes figuratives, entre els celtes la preferència és per l'abstracció i la simbòlica geometria. En les joies, els motius decoratius són gairebé sempre d'aquesta naturalesa, però la princesa de Vix va aprofitar el caràcter de cruïlla de camins de la seva petita fortalesa per fer-se amb un aixovar d'origen divers que inclou un formidable collaret d'or amb un cavall alat com a tema.
La cambra funerària de Vix, d'amb prou feines nou metres quadrats, va romandre oblidada durant 2.500 anys, sens dubte perquè el progrés del lloc va haver de desaparèixer amb la princesa, oblidant-se al llarg dels segles. Va caldre esperar que un professor de filosofia de la veïna localitat de Châtillon-sur-Seine, René Joffroy, desafiés a la neu de 1953 perquè l'esquelet de la princesa i els objectes que l'envoltaven tornessin a sortir a la llum.
Vix va suposar un model d'organització sociopolític de tipus preurbà, un entramat de ciutats principesques, amb una notable estratificació social en el seu interior, més complexa que la simple aristocràcia dels guerrers.